# Parler tout bas
"Parler tout bas" är den tredje singeln från den franska sångerskan Alizée och den tredje singeln från hennes första studioalbum Gourmandises. Den släpptes i april 2001.

## Listplaceringar
| Lista (2001) | Topplacering |
| ------------ | ------------ |
| Belgien      | 15           |
| Frankrike    | 12           |